# Richard Marsan
 (mars 2012).
Si vous disposez d'ouvrages ou d'articles de référence ou si vous connaissez des sites web de qualité traitant du thème abordé ici, merci de compléter l'article en donnant les références utiles à sa vérifiabilité et en les liant à la section « Notes et références ».
Richard Marsan, né Jean Marie Claude Richard né le 28 mai 1924 à Douai (Nord) et mort le 8 octobre 1992 dans le 13e arrondissement de Paris, est un directeur artistique attaché à la maison de disques Barclay. Il a secondé des artistes tels que Charles Aznavour, Léo Ferré et Bernard Lavilliers.

## Biographie
Richard Marsan a commencé sa carrière comme fantaisiste dans les cabarets et music-halls.
En 1948, il est en deuxième partie du spectacle du Cirque Medrano aux côtés de Marc & Geo (cascadeurs) et Annie Fratellini (clown).
En 1951, comédien il joue dans le film Boîte à vendre de Claude-André Lalande et Robert Rocca avec Louis de Funès, Colette Deréal, Florence Véran.
En 1954, Richard Marsan est en haut de l'affiche d'une tournée en Afrique du Nord, Les trois notes avec Florence Véran et Charles Aznavour, dont il devient, dans les années 60, le directeur artistique chez Eddie Barclay.
Outre Aznavour, Richard Marsan assure la direction artistique de Léo Ferré qui écrit et lui dédie la chanson Richard. Il signe et dirige les enregistrements de Maurice Fanon (1970), Marianne Mille et Maurice Dulac (1970), Éric Vincent (1974), Pierre Péchin (1975), Bernard Lavilliers (1976)...
Il est inhumé au cimetière de Montmartre (division 31) à Paris.